# Noureddine Morceli
Noureddine Morceli (født 28. februar 1970 i Ténès, Algeriet) er en tidligere algerisk atletikudøver (mellemdistanceløber), der vandt guld i mændenes 1500 meter løb ved OL i Atlanta 1996. Desuden vandt han guld på samme distance ved tre verdensmesterskaber i træk, i 1991, 1993 og 1995.